# Palais présidentiel de Praia
Le palais présidentiel de Praia est la résidence officielle du président de la République du Cap-Vert. 
Il est situé le long de l’Avenue Andrade Corvo à Praia, sur les hauteurs du quartier historique du Plateau (Platô), où se trouvent également le monument dédié à Diogo Gomes et le Quartel Jaime Mota.
Élégante bâtisse entourée d'un jardin luxuriant, c'est l'ancienne demeure du gouverneur de la colonie.